# Tirrena-Adriàtica 1986
La Tirrena-Adriàtica 1986 va ser la 21a edició de la Tirrena-Adriàtica. La cursa es va disputar en un pròleg inicial i sis etapes, entre el 6 i el 13 de març de 1986, amb un recorregut final de 980,8 km.
El vencedor de la cursa fou l'italià Luciano Rabottini (Vini Ricordi), que s'imposà als també italians Francesco Moser (Supermercati Brianzoli) i Giuseppe Petito (Gis Gelati), segon i tercer respectivament. Rabottini va basar la victòria final en la segona etapa, quan arribà escapat a Cortona amb més de tres minuts sobre els principals favorits.

## Etapes
| Etapa | Data       | Recorregut                            | Km    | Vencedor d'etapa           | Líder de la general     |
| ----- | ---------- | ------------------------------------- | ----- | -------------------------- | ----------------------- |
| Pr.   | 6 de març  | Ladispoli - Ladispoli (CRI)           | 5,9   | Francesco Moser (ITA)      | Francesco Moser (ITA)   |
| 1a    | 7 de març  | Ladispoli - Cortona                   | 213,0 | Luciano Rabottini (ITA)    | Luciano Rabottini (ITA) |
| 2a    | 8 de març  | Cortona - Gubbio                      | 174,0 | Daniele Caroli (ITA)       | Luciano Rabottini (ITA) |
| 3a    | 9 de març  | Gubbio - Porto Recanati               | 198,0 | Gottfried Schmutz (SUI)    | Luciano Rabottini (ITA) |
| 4a    | 10 de març | Giulianova Marche - Ascoli Piceno     | 187,0 | Jean Paul van Poppel (NED) | Luciano Rabottini (ITA) |
| 5a    | 11 de març | Grottamare - Montegiorno              | 184,6 | Roberto Pagnin (ITA)       | Luciano Rabottini (ITA) |
| 6a    | 12 de març | S.B del Tronto - S.B del Tronto (CRI) | 18,3  | Francesco Moser (ITA)      | Luciano Rabottini (ITA) |

## Classificació general
|    | Ciclista                   | Equip                  | Temps        |
| -- | -------------------------- | ---------------------- | ------------ |
| 1  | Luciano Rabottini (ITA)    | Vini Ricordi           | 26h 52' 22"" |
| 2  | Francesco Moser (ITA)      | Supermercati Brianzoli | + 1' 34"     |
| 3  | Giuseppe Petito (ITA)      | Gis Gelati             | + 2' 21"     |
| 4  | Christophe Lavainne (FRA)  | Systeme U              | + 2' 21"     |
| 5  | Steven Rooks (NED)         | PDM                    | + 2' 24"     |
| 6  | Acacio da Silva Mora (POR) | Malvor-Bottecchia      | + 2' 30"     |
| 7  | Roberto Visentini (ITA)    | Carrera                | + 2' 32"     |
| 8  | Harald Maier (AUT)         | Supermercati Brianzoli | + 2' 36"     |
| 9  | Heinz Imboden (SUI)        | Cilo-Aufina            | + 2' 50"     |
| 10 | Teun van Vliet (NED)       | Panasonic              | + 2' 51"     |